# Real Love (John-Lennon-Lied)
Real Love (englisch für: Wahre Liebe) ist der Titel einer Komposition des britischen Musikers John Lennon. Diese konnte er bis zu seinem Tod im Jahr 1980 nicht fertigstellen. Allerdings wurde sie 1995 von den übrigen drei Beatles überarbeitet und 1996 als Single veröffentlicht. Wie die Single Free as a Bird aus dem Jahr 1995 gilt sie als virtuelle Wiedervereinigung der Beatles.

## Hintergrund

### John Lennon-Version

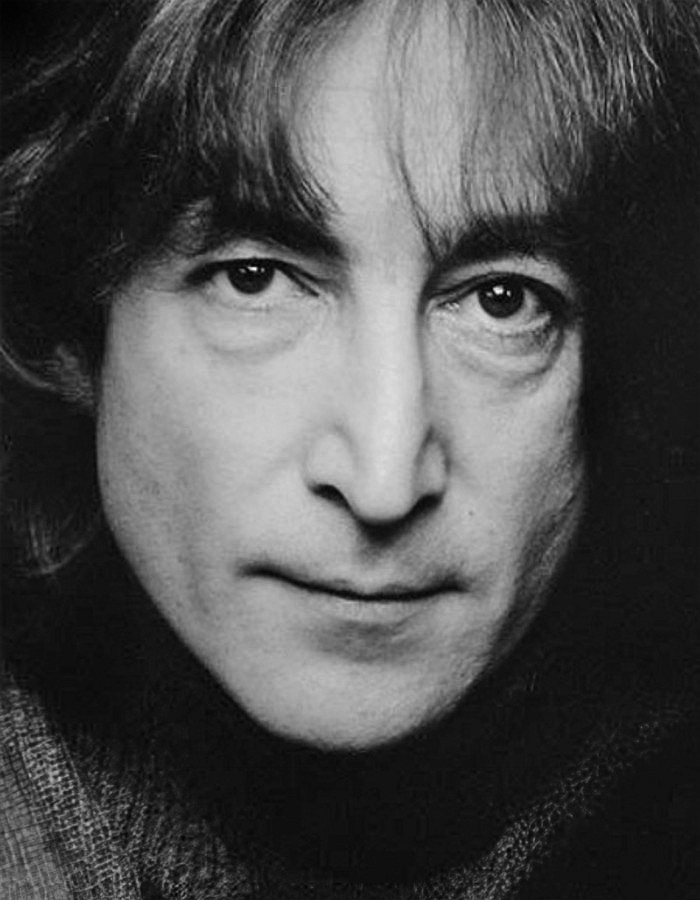
John Lennon, 1980

John Lennon hatte sich 1975 nach der Veröffentlichung des Best-of-Albums Shaved Fish für fünf Jahre aus dem Musikgeschäft verabschiedet. Dieser Rückzug aus der Öffentlichkeit hatte aber keineswegs zu musikalischer Untätigkeit geführt. Lennon komponierte in seinem New Yorker Apartment zahlreiche Liedfragmente und nahm von vielen Demoaufnahmen auf einfachen Musikkassetten auf.
Real Love, das zunächst den Titel Real Life trug, war ursprünglich Bestandteil einer umfangreicheren Komposition, aus der Lennon später zwei andere Stücke kreierte: Watching the Wheels und I’m Stepping Out. Das Überbleibsel davon bildete an Melodie und Text das Gerüst für das spätere Real Love. Lennon konnte das Lied bis zu seinem Tod im Jahr 1980 nicht mehr vollenden. John Lennon nahm aber 1980 eine Reihe von Demos von Real Love auf, auf Klavier oder akustischer Gitarre, deren Text jedes Mal variierte. Ein Take von Real Love mit Klavier- und Drumcomputerbegleitung diente schließlich als Grundlage für die Single der Beatles. Ursprünglich plante John Lennon 1980 Real Love während der Sessions zu Double Fantasy / Milk and Honey aufzunehmen. Offiziell erschien Real Love erstmals im Oktober 1988 auf dem Soundtrackalbum Imagine: John Lennon (Music from the Motion Picture) mit akustischer Gitarrenbegleitung. Seitdem war das Lied nun einem breiteren Publikum bekannt.

### The Beatles-Version
Im Januar 1994 übergab Yoko Ono Paul McCartney zwei Musikkassetten mit Heimaufnahmen von John Lennon, diese enthielten folgende Lieder: Free As A Bird, Real Love, Grow Old with Me und Now and Then. Ebenso wie Free as a Bird wurde auch Real Love von den drei damals noch lebenden Mitgliedern der Band (Paul McCartney, George Harrison und Ringo Starr) überarbeitet. Als Co-Produzent fungierte Jeff Lynne. Es wurde die zweite Reunions-Single der Beatles und wurde für das Album Anthology 2 verwendet.
Paul McCartney sagte abschließend über die Aufnahme von Real Love im Vergleich zu Free as a Bird: „[Free As A Bird] war wirklich so, als würde man mit John als Lennon/McCartney/Harrison an einem Album arbeiten, weil wir alle ein bisschen dazu beigetragen haben. George und ich wetteiferten um den besten Text. Das war befriedigender, als einfach nur einen John-Song zu nehmen, was wir für den zweiten, Real Love, gemacht haben. Es hat super geklappt, aber es hat nicht so viel Spaß gemacht.“
Real Love war nach Free as a Bird von 1995 die zweite Single, die die Beatles im Rahmen der Anthology-Trilogie herausbrachten. Die Beatles-Version von Real Love erreichte in der britischen Hitparade den vierten Platz, in der US-amerikanischen den elften und Deutschland den 45. Platz. In den USA verkaufte sich die Single 500.000 Mal und erreichte Goldstatus. Die Chartplatzierung der Single in Großbritannien wurde in der Folge dadurch behindert, dass BBC Radio 1 Real Love aus der Playlist ausschloss.
Für das Lied wurde ein Musikvideo unter der Regie von Kevin Godley produziert. Es enthielt Studioaufnahmen, die 1995 gefilmt wurden, sowie Archivaufnahmen der Gruppe aus den 1960er Jahren. Es wurden zwei verschiedene Versionen des Videos erstellt. Die erste Version wurde während der zweiten Folge der Fernseh-Miniserie The Beatles Anthology auf ABC am Ende der Episode ausgestrahlt. Die zweite Version ist die gebräuchlichere der beiden und erschien auf der Bonus-Disc des Anthology-DVD-Sets.

## Aufnahme

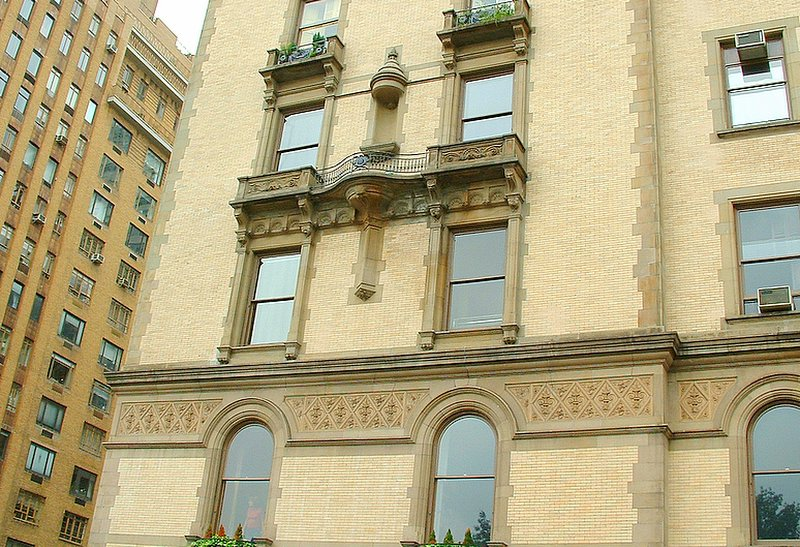
John Lennons Apartment im Dakota-Gebäude in New York, wo er das Demo von Real Love aufnahm

John Lennon nahm 1979 mehrere Demos von Real Love mit Gesang und Klavierbegleitung in seiner Wohnung im Dakota-Building in New York auf. Das von den Beatles verwendete Demo hatte zusätzlich zur Klavier- noch eine Drumcomputerbegleitung.
Die Tonqualität von Real Love war schlecht und erforderte eine beträchtliche Vorbereitung in Jeff Lynnes Hollywood-Studio, bevor Overdubs hinzugefügt werden konnten. Jeff Lynne sagte im Dezember 1995 gegenüber dem Sound on Sound Magazin: „Das Problem, das ich mit Real Love hatte, war, dass es nicht nur ein 60-Zyklen-Netzbrummen gab, sondern auch eine schreckliche Menge an Rauschen, weil es mit einem niedrigen Pegel aufgenommen worden war. Es dauerte etwa eine Woche, bis es überhaupt verwendet und auf einen DAT-Master übertragen werden konnte. Neue Musik dazu zu bringen, war der einfache Teil!“

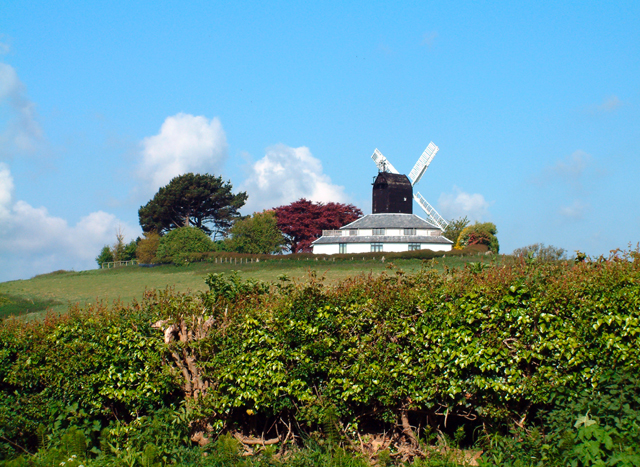
Im Hog Hill Mill Studio wurden die Aufnahmen der Beatles hauptsächlich eingespielt

Im Februar 1995 nahmen Paul McCartney, George Harrison und Ringo Starr mit Jeff Lynne in McCartneys Hog Hill Mill Studio die Overdubs auf. Jeff Lynne war neben den Beatles der Produzent, Geoff Emerick und Jon Jacobs waren die Toningenieure der Aufnahmen. McCartney spielte den Kontrabass, der ursprünglich von Bill Black auf Elvis Presleys Heartbreak Hotel verwendet wurde, sowie einen konventionellen Fender Jazz Bass.
Besetzung
- John Lennon: Gesang, Klavier, Drumcomputer
- Paul McCartney: Bass, Kontrabass, Akustikgitarre, Synthesizer, Perkussion, Hintergrundgesang
- George Harrison: E-Gitarre, Akustikgitarre, Perkussion, Hintergrundgesang
- Ringo Starr: Schlagzeug, Perkussion, Hintergrundgesang
- Jeff Lynne: E-Gitarre, Hintergrundgesang

## Veröffentlichungen

### John Lennon-Version

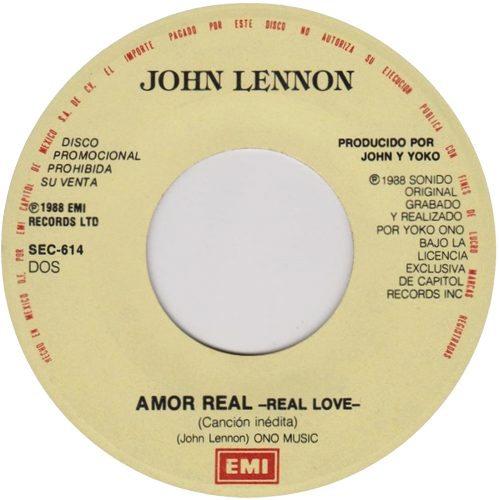
Label der mexikanischen Promotion-7″-Vinyl-Single: Jealous Guy / Real Love

- Real Love wurde am 10. Oktober 1988 auf dem Soundtrackalbum Imagine: John Lennon (Music from the Motion Picture) des Dokumentarfilms Imagine: John Lennon veröffentlicht. Diese Version wurde im Juni 1980 mit einer Gitarre aufgenommen und erschien am 1. November 2004 erneut auf der Lennon-Kompilation Acoustic in einer um eine Minute längeren Version.
- In Mexiko wurde im Oktober 1988 die 7″-Vinyl-Promotionsingle Jealous Guy / Real Love veröffentlicht.[5]
- Eine kaum nachbearbeitete Version mit Klavierbegleitung aus dem Jahr 1980 erschien am 2. November 1998 auf der John Lennon Anthology, sowie in leicht verkürzter Form auf Wonsaponatime, einer Selektion aus der John Lennon Anthology.[6]
- Weitere Veröffentlichung erfolgten auf folgenden Kompilationsalben: Working Class Hero: The Definitive Lennon (2005), Peace, Love & Truth (2005) und John Lennon Collector’s Edition (2008).

### Beatles-Version
- Für die Beatles-Anthology wurde das Lied stark überarbeitet und erschien am 4. März 1996 als 7″-Vinyl-Single Real Love / Baby’s in Black,[7] als Musikkassette[8] und auf der CD-EP Real Love [9] sowie am 13. März 1996 auf dem Album Anthology 2.
- In den USA[10] und in den Niederlanden[11] wurde eine Promotion-CD-Single veröffentlicht, die nur das Lied Real Love enthält.
- Zeitgleich mit der Wiederveröffentlichung des Albums 1 erschien am 6. November 2015 eine DVD/Blu-ray. Die Abmischung der Tonspuren im 5.1-Format erfolgte von Giles Martin und Sam Okell, außer bei den Liedern Free as a Bird und Real Love, die von Jeff Lynne, Steve Ray, Giles Martin und Sam Okell neu abgemischt wurden. Die neue Stereo-Abmischung der Lieder Free as a Bird und Real Love erfolgte von Jeff Lynne und Steve Ray. Bei beiden Liedern ist der Gesang von John Lennon klarer hörbar, die Gitarrenbegleitung wurde in den Abmischungen der beiden Lieder verändert, und der Anfang von Real Love wurde durch die veränderte Abmischung neu gestaltet.[12]

## Coverversionen
Es gibt bislang zwölf Coverversionen von Real Love (Stand: November 2023).
Regina Spektor nahm im Juni 2007 eine Coverversion für das Projekt Make Some Noise auf. Von Adam Sandler wurde für den Film Wie das Leben so spielt ebenfalls ein Cover gesungen, das auch auf dem Soundtrack des Filmes erschien. Tom Odell veröffentlichte im November 2014 eine weitere Version von Real Love, die in den britischen Charts Platz 7 erreichte.

## Auszeichnungen für Musikverkäufe
| Land/Region               | Auszeichnungen für Musikverkäufe (Land/Region, Auszeichnung, Verkäufe) | Verkäufe |
| ------------------------- | ---------------------------------------------------------------------- | -------- |
| Vereinigte Staaten (RIAA) | Gold                                                                   | 500.000  |
| Insgesamt                 | 1× Gold ·                                                              | 500.000  |